# Badis assamensis
Badis assamensis es una especie de pez del género Badis, familia Badidae. Fue descrita científicamente por Ahl en 1937.
Se distribuye por India. La longitud estándar (SL) es de 6,8 centímetros. Especie bentopelágica que habita en aguas dulces como pantanos.
Está clasificada como una especie marina inofensiva para el ser humano.